# ロト7
ロト7（ロトセブン、LOTO 7）は、日本で2013年（平成25年）4月1日から発売の数字選択式全国自治宝くじにおいて、6種類ある賭け式のうち1つの名称。他の数字選択式宝くじとは違い1口300円である。そのため、1等の当せん金額はジャンボ宝くじやBIG並みとなる。

## 概要
01から37までの37個の数字の中から異なる7個を選択するものである。抽せんは、12月31日 - 1月3日を除く毎週金曜日18:45 (JST) から東京・京橋の宝くじドリーム館にて行われる。数字の組み合わせは37C7＝10,295,472通りで、モトロトBIGの9,834,496通りやジャンボ宝くじの10,000,000通りをも上回り、日本の数字選択式宝くじでは最も難度が高い。
第1回の抽せんは2013年（平成25年）4月5日に行われ、抽せん数字は本数字が07 10 12 17 23 28 34で、ボーナス数字は03と15。1等の当せん金は3億171万6500円となった。
その後、第2回から6回まで当せん者が出なかったが、第7回で8億円当せんが3本出て（うち2本は同じ売り場から出て、その売り場から出た合計当せん金額は16億円となった）、第310回で9億3358万3800円当せん3本が同じ売り場から出た。ちなみに1等の最低配当は、第200回の67,987,600円である。
| 等級 | 当せん条件                                                                                           | 当せん確率           | 当せん金額 （1口あたり見込み額） |
| ---- | --- | -------------------- | -------------------------------- |
| 1等  | 申込数字が本数字7個と全て一致。                                                                      | 1 / 10,295,472       | 600,000,000円                    |
| 2等  | 申込数字7個のうち6個が本数字に一致し、 かつ残り1個の申込数字がボーナス数字2個のうち1個と一致。       | 14 / 10,295,472      | 7,280,000円                      |
| 3等  | 申込数字7個のうち6個が本数字に一致。                                                                 | 196 / 10,295,472     | 728,000円                        |
| 4等  | 申込数字7個のうち5個が本数字に一致。                                                                 | 9,135 / 10,295,472   | 9,100円                          |
| 5等  | 申込数字7個のうち4個が本数字に一致。                                                                 | 142,100 / 10,295,472 | 1,400円                          |
| 6等  | 申込数字7個のうち3個が本数字に一致し、 かつ残り4個の申込数字のうち1個または2個がボーナス数字に一致。 | 242,550 / 10,295,472 | 1,000円                          |

抽せんの方法などはミニロト・ロト6に類似するが、ロト7は、ロト6と同じく当せん者が出なかった等級があった場合や、当せん金額が法定限度額を超えた場合、次回抽せん分の1等当せん金にキャリーオーバーされる。キャリーオーバー発生時の1等最高当せん金額は8億円、発生していない場合の1等最高当せん金額は4億円であったが、2017年2月3日抽せん分（第198回）からは、キャリーオーバー発生時の1等最高当せん金額は10億円になった。また、各等級間での重複当せんは認められない。
なお、ロト6の末等（5等）は原則1,000円で固定されているが、ロト7の末等（6等）では固定されておらず変動する。そのため、キャリーオーバー発生時は、2等～6等の当せん金も最高10億円の可能性がある。
当せん金は各等級ごとに当せん口数で割って計算するため、システム上は1等よりも6等の方が高くなる可能性もある。
https://x.com/osarimasahiro/status/1723985810893250600/photo/1
なお、2025年2月14日抽せん分（第613回）からは、以下の表のように1等 - 4等の見込み当せん金額が変わり、キャリーオーバーが発生していない場合の1等最高当せん金額は7億円、キャリーオーバー発生時は1等は最高12億円となった。
| 等級 | 当せん条件                                                                                           | 当せん確率           | 当せん金額 （1口あたり見込み額） |
| ---- | --- | -------------------- | -------------------------------- |
| 1等  | 申込数字が本数字7個と全て一致。                                                                      | 1 / 10‚295‚472       | 700,000,000円                    |
| 2等  | 申込数字7個のうち6個が本数字に一致し、 かつ残り1個の申込数字がボーナス数字2個のうち1個と一致。       | 14 / 10‚295‚472      | 6,100,000円                      |
| 3等  | 申込数字7個のうち6個が本数字に一致。                                                                 | 196 / 10,295‚472     | 500,000円                        |
| 4等  | 申込数字7個のうち5個が本数字に一致。                                                                 | 9,135 / 10,295‚472   | 6‚500円                          |
| 5等  | 申込数字7個のうち4個が本数字に一致。                                                                 | 142,100 / 10,295‚472 | 1,400円                          |
| 6等  | 申込数字7個のうち3個が本数字に一致し、 かつ残り4個の申込数字のうち1個または2個がボーナス数字に一致。 | 242,550 / 10,295‚472 | 1‚000円                          |

## 当せん金の比較
ロト7でのキャリーオーバー発生時の当せん金は最高12億円と、MEGABIGと同じくわが国の宝くじ史上最高額であるため、当せん金を比較する。
| 順番 | くじの種類                            | 条件                                                                 | 当せん金                                  |
| ---- | ------------------------------------- | -------------------------------------------------------------------- | ----------------------------------------- |
| 1    | MEGA BIG                              | キャリーオーバー発生時                                               | 最高12億円                                |
| 1    | ロト7                                 | キャリーオーバー発生時・2025年2月14日から                            | 最高12億円                                |
| 2    | 年末ジャンボ宝くじ                    | 2015 - 2024年・1等前後賞との合算                                     | 最高10億円                                |
| 2    | ロト7                                 | キャリーオーバー発生時・2025年2月7日まで                             | 最高10億円                                |
| 3    | MEGA BIG                              | 通常時（キャリーオーバーが無い時）                                   | 最高7億2円                                |
| 4    | 年末ジャンボ宝くじ                    | 2013 - 2014年・1等前後賞との合算                                     | 最高7億円                                 |
| 4    | 年末ジャンボ宝くじ                    | 2015 - 2024年の1等                                                   | 7億円                                     |
| 4    | ドリームジャンボ宝くじ                | 2015 - 2017年・1等前後賞との合算                                     | 最高7億円                                 |
| 4    | サマージャンボ宝くじ                  | 2015 - 2021年・1等前後賞との合算                                     | 最高7億円                                 |
| 4    | ロト7                                 | 通常時（キャリーオーバーが無い時）・2025年2月14日から                | 最高7億円                                 |
| 5    | toto BIG                              | キャリーオーバー発生時                                               | 最高6億円                                 |
| 5    | 年末ジャンボ宝くじ                    | 2012年・1等前後賞との合算                                            | 最高6億円                                 |
| 5    | サマージャンボ宝くじ                  | 2014年・1等前後賞との合算                                            | 最高6億円                                 |
| 5    | グリーンジャンボ宝くじ                | 2015 - 2016年・1等前後賞との合算                                     | 最高6億円                                 |
| 5    | ロト7                                 | 通常時（キャリーオーバーが無い時）・2018年2月9日から2025年2月7日まで | 最高6億円                                 |
| 5    | ロト6                                 | キャリーオーバー発生時・2017年2月9日から                             | 最高6億円                                 |
| 6    | グリーンジャンボ宝くじ                | 2013年・1等前後賞との合算                                            | 最高5億5千万円                            |
| 6    | ドリームジャンボ宝くじ                | 2014年・1等前後賞との合算                                            | 最高5億5千万円                            |
| 7    | サマージャンボ宝くじ                  | 2012 - 2013年・1等前後賞との合算                                     | 最高5億円                                 |
| 7    | グリーンジャンボ宝くじ                | 2012年・2014年・2017年・1等前後賞との合算                            | 最高5億円                                 |
| 7    | オータムジャンボ宝くじ                | 2015 - 2016年・1等前後賞との合算                                     | 最高5億円                                 |
| 7    | ハロウィンジャンボ宝くじ              | 2017 - 2021年・1等前後賞との合算                                     | 最高5億円                                 |
| 7    | ドリームジャンボ宝くじ                | 2018 - 2021年・1等前後賞との合算                                     | 最高5億円                                 |
| 7    | ラグビーワールドカップ2019協賛くじ    | 2016年・1等前後賞との合算                                            | 最高5億円                                 |
| 8    | ロト7                                 | 通常時（キャリーオーバーが無い時）・2018年2月2日まで                 | 最高4億円                                 |
| 8    | ロト6                                 | キャリーオーバー発生時・2017年2月6日まで                             | 最高4億円                                 |
| 9    | オータムジャンボ宝くじ                | 2012 - 2014年・1等前後賞との合算                                     | 最高3億9千万円                            |
| 10   | toto BIG                              | 通常時（キャリーオーバーが無い時）                                   | 最高3億円                                 |
| 10   | ドリーム・サマー・年末ジャンボ宝くじ  | 2011年まで・1等前後賞との合算                                        | 最高3億円                                 |
| 10   | バレンタインジャンボ宝くじ            | 2018 - 2019年・2021 - 2022年・1等前後賞との合算                      | 最高3億円                                 |
| 10   | 東京2020大会協賛ジャンボ宝くじ        | 2020年・1等前後賞との合算                                            | 最高3億円                                 |
| 10   | 宝くじの日記念くじ                    | 2013 - 2015年・1等前後賞との合算                                     | 最高3億円                                 |
| 10   | 東京2020大会協賛くじ                  | 2017年・1等前後賞との合算                                            | 最高3億円                                 |
|      | グリーン・オータムジャンボ宝くじ      | 2010年のオータムジャンボ - 2011年・1等前後賞との合算                 | 最高2億5千万円                            |
|      | 東京2020大会協賛くじ                  | 2016年・1等前後賞との合算                                            | 最高2億200万円                            |
|      | ロト6                                 | 通常時（キャリーオーバーが無い時）                                   | 最高2億円                                 |
|      | グリーン・オータムジャンボ宝くじ      | 2010年のグリーンジャンボまで・1等前後賞との合算                      | 最高2億円                                 |
|      | 初夢宝くじ                            | 2013 - 2020年・1等前後賞との合算                                     | 最高2億円                                 |
|      | レインボーくじ                        | 2011年・1等前後賞との合算                                            | 最高2億円                                 |
|      | 宝くじ発売70周年記念くじ              | 2015年・1等前後賞との合算                                            | 最高2億円                                 |
|      | 東京2020大会協賛くじ                  | 2018年・1等前後賞との合算                                            | 最高2億円                                 |
|      | 全国宝くじ発売60周年記念くじ          | 2014年・1等前後賞との合算                                            | 最高1億5千万円                            |
|      | 東京2020大会協賛くじ                  | 2019年・1等前後賞との合算                                            | 最高1億5千万円                            |
|      | 幸運の女神くじ                        | 2020年・1等前後賞との合算                                            | 最高1億5千万円                            |
|      | 宝くじの日記念くじ                    | 2021年・1等前後賞との合算                                            | 最高1億5千万円                            |
|      | ドリームジャンボ宝くじ                | 2012 - 2013年・1等前後賞との合算                                     | 最高1億1,000万円                          |
|      | 春爛漫宝くじ他(ブロック制200円宝くじ) | 1等前後賞との合算                                                    | 最高1億円                                 |
|      | 年末ジャンボミニ                      | 2016年                                                               | 最高1億円                                 |
|      | ドリームジャンボミニ                  | 2017年                                                               | 最高1億円                                 |
|      | サマージャンボミニ                    | 2017年                                                               | 最高1億円                                 |
|      | 地方自治法70周年記念くじ              | 2017年・1等前後賞との合算                                            | 最高1億円                                 |
|      | 新元号記念くじ                        | 2019年・1等前後賞との合算                                            | 最高1億円                                 |
|      | 宝くじ発売75周年記念くじ              | 2020年・1等前後賞との合算                                            | 最高1億円                                 |
|      | 春の開運くじ                          | 2021年・1等前後賞との合算                                            | 最高1億円                                 |
|      | スクラッチくじ                        | 2017年                                                               | 最高1億円                                 |
|      | レインボーくじ                        | 2020 - 2021年・1等前後賞との合算                                     | 最高1億円                                 |
|      | 手塚キャラ宝くじ                      | 2012年・1等前後賞との合算                                            | 最高8千万円                               |
|      | レインボーくじ                        | 2014年・1等前後賞との合算                                            | 最高8千万円                               |
|      | 年末ジャンボミニ                      | 2013 - 2015年                                                        | 最高7千万円                               |
|      | ドリームジャンボミニ                  | 2015 - 2016年                                                        | 最高7千万円                               |
|      | サマージャンボミニ                    | 2015 - 2016年                                                        | 最高7千万円                               |
|      | 年末ジャンボミニ                      | 2017年・1等前後賞との合算                                            | 最高7千万円                               |
|      | サマージャンボミニ                    | 2018年・1等前後賞との合算                                            | 最高7千万円                               |
|      | サマージャンボミニ                    | 2014年                                                               | 最高6千万円                               |
|      | ドリームジャンボミニ                  | 2014年                                                               | 最高5千万円                               |
|      | グリーンジャンボミニ                  | 2017年                                                               | 最高5千万円                               |
|      | ハロウィンジャンボミニ                | 2017年・1等前後賞との合算                                            | 最高5千万円                               |
|      | ドリームジャンボミニ                  | 2018 - 2019年・2021年・1等前後賞との合算                             | 最高5千万円                               |
|      | ハロウィンジャンボミニ                | 2018年・2021年・1等前後賞との合算                                    | 最高5千万円                               |
|      | 年末ジャンボミニ                      | 2018 - 2021年・1等前後賞との合算                                     | 最高5千万円                               |
|      | サマージャンボミニ                    | 2019年・2021年・1等前後賞との合算                                    | 最高5千万円                               |
|      | ブロック制100円宝くじ                 | 2015年1月・1等前後賞との合算                                         | 最高5千万円                               |
|      | スクラッチくじ                        | 2016年                                                               | 最高5千万円                               |
|      | スクラッチくじ                        | 2017年                                                               | 最高5千万円                               |
|      | レインボーくじ                        | 2016 - 2019年・1等前後賞との合算                                     | 最高5千万円                               |
|      | 子育て支援くじ                        | 2018年・1等前後賞との合算                                            | 最高5千万円                               |
|      | ミニロト                              |                                                                      | 最高4千万円                               |
|      | ビンゴ5                               |                                                                      | 最高3千万円                               |
|      | スクラッチくじ                        | 2016 - 2017年                                                        | 最高3千万円                               |
|      | バレンタインジャンボミニ              | 2018 - 2019年・2021 - 2022年・1等前後賞との合算                      | 最高3千万円                               |
|      | ハロウィンジャンボミニ                | 2019年・1等前後賞との合算                                            | 最高3千万円                               |
|      | 東京2020大会協賛ジャンボミニ          | 2020年・1等前後賞との合算                                            | 最高3千万円                               |
|      | 2000万サマー                          | 2011 - 2013年・1等前後賞との合算                                     | 最高2,020万円                             |
|      | 1000万サマー                          | 2010年・1等の前後賞としてボーナスレジャー賞10万円分あり              | 最高1,000万円＋ボーナスレジャー賞20万円分 |
|      | 年末ジャンボプチ                      | 2016年・2018年                                                       | 最高1,000万円                             |
|      | ドリームジャンボミニ                  | 2020年                                                               | 最高1,000万円                             |
|      | サマージャンボミニ                    | 2020年                                                               | 最高1,000万円                             |
|      | ハロウィンジャンボミニ                | 2020年                                                               | 最高1,000万円                             |
|      | スクラッチくじ                        |                                                                      | 最高777万円                               |
|      | 年末ジャンボプチ                      | 2017年                                                               | 最高700万円                               |
|      | ミリオン                              | 2011年                                                               | 最高100万円                               |
|      | ミリオンドリーム                      | 2008 - 2010年                                                        | 最高100万円                               |
|      | サマージャンボプチ                    | 2017年                                                               | 最高100万円                               |
|      | ナンバーズ4                           | ストレート                                                           | 約90万円                                  |
|      | スクラッチくじ                        | 2014年                                                               | 最高20万円                                |
|      | ドリーム10                            | 2012 - 2013年                                                        | 最高10万円                                |
|      | ナンバーズ3                           | ストレート                                                           | 約9万円                                   |
|      | スクラッチくじ                        | 2016 - 2017年                                                        | 最高5万円                                 |
|      | スクラッチくじ                        | 2016 - 2017年                                                        | 最高5万円                                 |
|      | 着せかえクーちゃん                    |                                                                      | 約1万円                                   |
| 参考 | toto BIG                              | キャリーオーバー発生時かつ特別回                                     | 10億円+2円(2015年は10億円+2015円)         |

宝くじを除けば、競輪の重勝式車券（Dokanto!）で1口（200円）あたり最高12億円の払い戻しが受けられる。